# 石敬亭
石敬亭（1884年12月2日—1969年11月19日），字筱山，號筱珊，山东利津县吉杨庄人，清朝及中华民国军事将领，国民革命军陆军上将。

## 生平

### 早期生涯
石敬亭于1884年12月2日生于山东省利津县吉杨庄，父石子全，母贾氏。1907年在奉天省新民府陆军第二十镇当兵，后被第二十镇统领张绍曾保送至奉天武备学堂。毕业后返回第20镇，任上尉参谋，与第二十镇四十协八十标三营管带冯玉祥为友，过从甚密。
1911年，为响应武昌起义，石敬亭与第二十镇的冯玉祥、王金铭、施从云等军官，以及冯玉祥部下韩复榘、张之江、张树声、郑金声等人发动滦州起义，成立军政府。但事机不密，起义被清军王怀庆、曹锟等人镇压。石敬亭被革职遣散回京，隐居于京郊。

### 北洋时期
1913年，经第二十镇旧友介绍，石敬亭入绥远第12混成旅任参谋官，后历任旅参谋长、团长。1916年10月，石敬亭赴廊坊，任冯玉祥第16混成旅旅部参谋、副参谋长。1917年随冯玉祥参加讨伐张勋之战。1921年任河南省督军公署少将军务处处长。1921年，冯部駐紮西安，被改编为北洋政府陆军第11师，石敬亭时任师参谋长兼教导团团长。 
1922年冯玉祥任河南督军，石敬亭为河南督军署军务课课长，后参加第一次直奉战争，任学兵团团长。冯军开赴北京南苑后，石敬亭任陆军检阅使署军务处长。
1924年第二次直奉战争中，石敬亭为冯军军务处长，开赴南口与张作霖军对峙，后秘密返回北京，推翻了总统曹锟。冯军改编为国民军后，石敬亭任国民一军暂编第四混成旅（也称冯军第一混成旅）旅长。1925年全军退至南口整编为九个军，石敬亭任国民一军第五师师长，率军在南口与奉军大战，后又率部抗击直奉联军、直鲁联军的进攻。南口大战国民军失利后，石敬亭随冯玉祥西撤至绥远、宁夏、陕西、甘肃等省。1926年，石敬亭任国民一军西路军第五军军长兼西北军干部学校校长，活动于陕北地区，曾进入关中与刘镇华部作战，参加了西安解围战。9月17日冯玉祥五原誓师，西北军改称国民军联军，参加国民革命，南下陕、甘。石敬亭任国民联军西路军第三路总指挥，开赴潼关待命。1927年5月1日冯部国民军出兵潼关，进军中原，参加北伐战争。石敬亭任冯部第二集团军第六方面军总指挥，在河南归德、彰德地区与奉军作战，逐步将奉军杨宇霆部、鲍文越部、于珍部逼退至京津唐地区。

### 北伐时期
1927年4月6日武汉国民政府军委会将国民军联军改编为国民革命军第二集团军，石任总参谋长；6月冯玉祥附蒋，南京国民政府又将其改称西北国民革命军，石仍任总参谋长。6月13日，陕西省政府主席于右任兼任的西北国民革命军第六方面军总指挥，职由石代理。7月18日，石被任命为陕西省政府代主席、第六方面军总指挥。至同年11月19日卸任，在陕西主政恰好四个月。将其在陕西的公文、批答汇集成册，名为《百二从政录》，请宋伯鲁、宋联奎、沙明远作序，并予刊印。石敬亭为教育广大官兵，将从宣统三年滦州起义到再败褚、张，编辑出《国民军简明历史》二十八则，还将历代名将事迹——平夫治军、去病忘家、祖逖击楫、陶侃运甓、仲淹筹边、岳军爱民等二十例编写出《军人榜样》。石在主持陕西工作期间，经常以“十二事”劝勉部属。这十二事是：要早起，要惜阴，要守时，要清廉，要节俭，要勤劳，要谨慎，要信实，要绝嗜欲，要时巡察，要勤闻问，要事躬亲。他还为陕西省政府提出了“清、慎、勤、俭”的匾文。1927年11月19日石离开省政府主席当天，给陕西各将领去电，自认代陕西省政府主席以来，毫无建树，但全力反对和镇压共产党人。仅从《百二从政录》所收电文343篇看，反对共产党、捕杀共产党人和“剿匪”方面的电文有46篇，约占八分之一。在电文中称：“共产党分子潜谋不轨”“为害党国”“甚于洪水猛兽”云云。在复党海楼师长的电文中说：共产分子“陕西省潜布甚多，防范稍疏，难免又秘密集合，希图扰乱，仍望不时严密查防”。1927年8月，他支持榆林井岳秀解散李子洲、杨明轩、常汉三主持创办的绥德陕西省立第四师范学校及延安的陕西省立第四中学，并在复井的电文中说：“解散四师两校，驱逐共产党分子，用霹雳之手段显菩萨之心肠，消患未萌，万分钦佩，希不时严密防范，设法查禁，以清祸源为盼。”在他的统治镇压下，陕西轰轰烈烈的大革命失败了。
1928年2月28日南京国民政府正式议决将西北国民革命军编为国民革命军第二集团军，石敬亭任第六方面军总指挥兼第22军军长。3月30日，任国民政府军事委员会委员，同年5月28日任代理山东省政府主席。1928年韩复榘任河南省代主席时，冯玉祥为削弱韩的兵权，命石敬亭接任韩部第20师师长职务，令韩复榘十分气愤，且石敬亭任20师师长后指责该师军纪败坏，形同土匪部队，亦使韩、石结下了不解之怨。
1929年2月17日，石敬亭被蒋中正任命为国民革命军编遣委员会第二编遣区驻开封办事处副主任委员。1930年中原大战时，石敬亭任讨蒋国民军第一路总指挥，率部于陇海铁路沿线及河南、山东边界同蒋军何成浚部作战。后因张学良宣布东北易帜、率军进入关内，冯军失败，石敬亭被蒋任命为陇海铁路督办。

### 中原大戰後
由於中原大戰的失敗，馮玉祥轄下的西北軍軍權大多遭剝奪，沒有核心部隊的石敬亭在1932年6月25日特任国民政府军事参议院上将参议，實際上成為權力架空的光桿將軍。1935年11月14日当选为国民党第五届候补中央执行委员，同年12月11日任冀察政务委员会委员。1936年1月22日，国民政府授予石敬亭陆军中将军衔。
1937年7月8日夜间，石敬亭随宋哲元等人撤离北平，8月16日入南京陆军大学特别班第三期学习，结业后留任南京军事委员会。1938年3月16日，石敬亭任国民政府军事委员会军风纪巡察团第二团主任委员，率部至各战区总部检查基层部队的军风军纪。1941年8月转任巡察团第四团主任委员。1945年5月8日，石敬亭当选国民党第六届候补中央执行委员。1945年8月8日任第一战区中将副司令长官。
1946年7月31日晋升陆军上将。

### 赴台岁月
1947年7月，石敬亭增选为国民党第六届中央执行委员。1948年5月任西安绥靖公署副主任。1949年赴台湾，1951年被聘为总统府国策顾问，国民党第八、第九届中央执行委员。1957年、1963年，分别被选为国民党第八、第九届评议委员。
1969年11月19日，石敬亭因患舌癌而逝世于台北，终年85岁。

## 著作
- 《石敬亭将军口述年谱》
- 《百二从政录》